# Regione di Kindia
La regione di Kindia è una delle otto regioni in cui è diviso lo Stato di Guinea. Capoluogo è la città di Kindia. Confina con la Sierra Leone e con le regioni di Conakry, Labé, Mamou e Bokè.
La regione è composta di 5 prefetture:
- Coyah
- Dubréka
- Forécariah
- Kindia
- Télimélé